# Marie Württemberská
Marie Württemberská (Antoinette Friederike Auguste Marie Anna Herzogin von Württemberg; 17. září 1799, Coburg – 24. září 1860, Gotha) byla jako druhá manželka vévody Arnošta I. v letech 1832 až 1844 sasko-kobursko-gothajskou vévodkyní.

## Dětství
Marie se narodila 17. září 1799 jako nejstarší dítě vévody Alexandra Württemberského a jeho manželky Antoinetty Sasko-Kobursko-Saalfeldské. Měla dva mladší přeživší bratry, vévodu Alexandra a vévodu Arnošta. Württemberské království, které vzniklo v roce 1806, bylo prominentní entitou Německa na úrovni Pruska, Bavorska a Saska s konexemi na anglickou a ruskou vládnoucí rodinu.
Marie vyrůstala na zámku Fantaisie v Bayreuthu. Její otec byl generálem v ruské armádě a později guvernérem Běloruska, a tak Marie žila v letech 1802 až 1832 v Jelgavě a v Petrohradu.

## Manželství
Marie se 23. prosince 1832 v Coburgu stala druhou manželkou 48letého vévody Arnošta I. Sasko-Kobursko-Gothajského. Arnošt horlivě hledal novou nevěstu po smrti své první, odcizené manželky, Luisy Sasko-Gothajsko-Altenburské. Arnošt zpočátku hledal manželku s vysokým postavením, zjistil však, že jeho věk a špatná pověst omezují jeho možnosti. Nakonec se rozhodl pro Marii, které bylo třicet tři let a byla jeho neteří – Marie byla dcerou Arnoštovy sestry Antoinetty.
Sňatkem se Marie stala nevlastní matkou budoucího vévody Arnošta II. a prince Alberta, pozdějšího manžela královny Viktorie. Marie byla také jejich sestřenicí. Arnošt a jeho synové se s Marií setkali na zámku Thalwitz a doprovodili ji do vévodství, kde započala manželství. Se svými nevlastními syny udržovala po celý život dobré vztahy, v roce 1841 se stala kmotrou prvního syna prince Alberta a královny Viktorie, Alberta Eduarda, prince z Walesu (budoucího krále Eduarda VII.).
Historička Gillian Gillová popisuje Marii jako "přísnou a melancholickou dámu". Marie neměla s Arnoštem žádné děti a tak se manželé rychle rozdělili a většinou žili na rozdělených panstvích. V roce 1843 Marie adoptovala dítě "prostých rodičů", ačkoli ji Albert varoval, aby se vyhnula tomu dávat mu beznadějné touhy o postavení. Napsal jí: "Přeji Vám více úspěchů, než je obecná účast vzdělávání chudých dětí z nižších řad našimi osobami".
Zatímco Albert ji ve svých dopisech oslovoval jako "drahou matku", Marie se rozhodla nezúčastnit se několika důležitých událostí v životech nevlastních synů, jako bylo jejich biřmování nebo Viktoriina korunovace (pro první z toho uvedla Marie jako důvod své nepřítomnosti špatné počasí). Albert a Marie po celý život udržovali korespondenci, což historikům pomohlo lépe porozumět jejich vztahu.
Marie se zajímala o literaturu, hudbu, divadlo a umění. Nově postavené divadlo Landestheater Coburg bylo otevřeno na její 41. narozeniny. Od roku 1842 ji často navštěvoval Ferenc Liszt. V roce 1836 převzala vedení Gothaer Marien-Institut, soukromého vzdělávacího institutu pro dívky. 3. května 1842 darovala 2000 tolarů na založení útulku pro malé děti v Coburgu, podle podobné instituce v hlavním městě Gotha. "Marienschulstiftung" (Mariina škola) ve stejném roce zahájila provoz, provozovala také mateřskou školku a později také "Kinderkrippe" (pro menší děti) jako nezávislou nadaci. Instituce od roku 1869 sídlí v budově, kterou vlastnila sama Marie, "Park 1" v Coburgu.

## Vdovství
Arnošt I. zemřel v roce 1844 a vévodkyně vdova si vybrala za své residence zámek Reinhardsbrunn, zámek Friedrichsthal a zámek Friedenstein, všechny v Gothe. Později se rozhodla vrátit se do Coburgu, aby se setkala zejména s návštěvami příbuzných z Anglie. Marie zemřela na zámku Friedenstein ve tři čtvrtě na šest odpoledne 24. září 1860, rok před Albertovou smrtí. Pohřbena byla ve vévodském mauzoleu Friedhof am Glockenberg v Coburgu.

## Vývod z předků
|                     |                                            |  |                                             |                                                   |  |  |  |  |  |  |  | Fridrich Karel Württembersko-Winnentalský |
|                     |                                            |  |                                             |                                                   |  |  |  |  |  |  |  |                                           |
|                     | Karel Alexandr Württemberský               |  |                                             |                                                   |  |  |  |  |  |  |  |                                           |
|                     |                                            |  |                                             |                                                   |  |  |  |  |  |  |  |                                           |
|                     |                                            |  |                                             | Eleonora Juliana Braniborsko-Ansbašská            |  |  |  |  |  |  |  |                                           |
|                     |                                            |  |                                             |                                                   |  |  |  |  |  |  |  |                                           |
|                     | Fridrich II. Evžen Württemberský           |  |                                             |                                                   |  |  |  |  |  |  |  |                                           |
|                     |                                            |  |                                             |                                                   |  |  |  |  |  |  |  |                                           |
|                     |                                            |  |                                             | Anselm František Thurn-Taxis                      |  |  |  |  |  |  |  |                                           |
|                     |                                            |  |                                             |                                                   |  |  |  |  |  |  |  |                                           |
|                     | Marie Augusta Thurn-Taxis                  |  |                                             |                                                   |  |  |  |  |  |  |  |                                           |
|                     |                                            |  |                                             |                                                   |  |  |  |  |  |  |  |                                           |
|                     |                                            |  |                                             | Maria Ludovika Anna Františka Lobkovicová         |  |  |  |  |  |  |  |                                           |
|                     |                                            |  |                                             |                                                   |  |  |  |  |  |  |  |                                           |
|                     | Alexandr Württemberský                     |  |                                             |                                                   |  |  |  |  |  |  |  |                                           |
|                     |                                            |  |                                             |                                                   |  |  |  |  |  |  |  |                                           |
|                     |                                            |  |                                             | Filip Vilém Braniborsko-Schwedtský                |  |  |  |  |  |  |  |                                           |
|                     |                                            |  |                                             |                                                   |  |  |  |  |  |  |  |                                           |
|                     | Fridrich Vilém Braniborsko-Schwedtský      |  |                                             |                                                   |  |  |  |  |  |  |  |                                           |
|                     |                                            |  |                                             |                                                   |  |  |  |  |  |  |  |                                           |
|                     |                                            |  |                                             | Jana Šarlota Anhaltsko-Desavská                   |  |  |  |  |  |  |  |                                           |
|                     |                                            |  |                                             |                                                   |  |  |  |  |  |  |  |                                           |
|                     | Bedřiška Braniborsko-Schwedtská            |  |                                             |                                                   |  |  |  |  |  |  |  |                                           |
|                     |                                            |  |                                             |                                                   |  |  |  |  |  |  |  |                                           |
|                     |                                            |  |                                             | Fridrich Vilém I.                                 |  |  |  |  |  |  |  |                                           |
|                     |                                            |  |                                             |                                                   |  |  |  |  |  |  |  |                                           |
|                     | Žofie Dorota Pruská                        |  |                                             |                                                   |  |  |  |  |  |  |  |                                           |
|                     |                                            |  |                                             |                                                   |  |  |  |  |  |  |  |                                           |
|                     |                                            |  |                                             | Žofie Dorotea Hannoverská                         |  |  |  |  |  |  |  |                                           |
|                     |                                            |  |                                             |                                                   |  |  |  |  |  |  |  |                                           |
| Marie Württemberská |                                            |  |                                             |                                                   |  |  |  |  |  |  |  |                                           |
|                     |                                            |  |                                             |                                                   |  |  |  |  |  |  |  |                                           |
|                     |                                            |  | František Josiáš Sasko-Kobursko-Saalfeldský |                                                   |  |  |  |  |  |  |  |                                           |
|                     |                                            |  |                                             |                                                   |  |  |  |  |  |  |  |                                           |
|                     | Arnošt Fridrich Sasko-Kobursko-Saalfeldský |  |                                             |                                                   |  |  |  |  |  |  |  |                                           |
|                     |                                            |  |                                             |                                                   |  |  |  |  |  |  |  |                                           |
|                     |                                            |  |                                             | Anna Žofie Schwarzbursko-Rudolstadtská            |  |  |  |  |  |  |  |                                           |
|                     |                                            |  |                                             |                                                   |  |  |  |  |  |  |  |                                           |
|                     | František Sasko-Kobursko-Saalfeldský       |  |                                             |                                                   |  |  |  |  |  |  |  |                                           |
|                     |                                            |  |                                             |                                                   |  |  |  |  |  |  |  |                                           |
|                     |                                            |  |                                             | Ferdinand Albrecht II. Brunšvicko-Wolfenbüttelský |  |  |  |  |  |  |  |                                           |
|                     |                                            |  |                                             |                                                   |  |  |  |  |  |  |  |                                           |
|                     | Žofie Antonie Brunšvicko-Wolfenbüttelská   |  |                                             |                                                   |  |  |  |  |  |  |  |                                           |
|                     |                                            |  |                                             |                                                   |  |  |  |  |  |  |  |                                           |
|                     |                                            |  |                                             | Antonie Amálie Brunšvicko-Wolfenbüttelská         |  |  |  |  |  |  |  |                                           |
|                     |                                            |  |                                             |                                                   |  |  |  |  |  |  |  |                                           |
|                     | Antoinetta Sasko-Kobursko-Saalfeldská      |  |                                             |                                                   |  |  |  |  |  |  |  |                                           |
|                     |                                            |  |                                             |                                                   |  |  |  |  |  |  |  |                                           |
|                     |                                            |  |                                             | Jindřich XXIX. Reuss-Ebersdorf                    |  |  |  |  |  |  |  |                                           |
|                     |                                            |  |                                             |                                                   |  |  |  |  |  |  |  |                                           |
|                     | Jindřich XXIV. Reuss-Ebersdorf             |  |                                             |                                                   |  |  |  |  |  |  |  |                                           |
|                     |                                            |  |                                             |                                                   |  |  |  |  |  |  |  |                                           |
|                     |                                            |  |                                             | Žofie Teodora Castell-Remlingenská                |  |  |  |  |  |  |  |                                           |
|                     |                                            |  |                                             |                                                   |  |  |  |  |  |  |  |                                           |
|                     | Augusta Reuss Ebersdorf                    |  |                                             |                                                   |  |  |  |  |  |  |  |                                           |
|                     |                                            |  |                                             |                                                   |  |  |  |  |  |  |  |                                           |
|                     |                                            |  |                                             | Jiří August Erbach-Schönberský                    |  |  |  |  |  |  |  |                                           |
|                     |                                            |  |                                             |                                                   |  |  |  |  |  |  |  |                                           |
|                     | Karolína Ernestina Erbach-Schönberská      |  |                                             |                                                   |  |  |  |  |  |  |  |                                           |
|                     |                                            |  |                                             |                                                   |  |  |  |  |  |  |  |                                           |
|                     |                                            |  |                                             | Ferdinanda Henrieta Stolbersko-Gedernská          |  |  |  |  |  |  |  |                                           |
|                     |                                            |  |                                             |                                                   |  |  |  |  |  |  |  |                                           |